# Ibiá (ort)
Ibiá är en ort i Brasilien.   Den ligger i kommunen Ibiá och delstaten Minas Gerais, i den sydöstra delen av landet, 400 km söder om huvudstaden Brasília. Ibiá ligger 894 meter över havet och antalet invånare är 18 428.
Terrängen runt Ibiá är huvudsakligen platt, men åt nordost är den kuperad. Ibiá ligger nere i en dal.
Omgivningarna runt Ibiá är huvudsakligen savann. Runt Ibiá är det mycket glesbefolkat, med 2 invånare per kvadratkilometer.